# اندیس خاک سرخ مرادان
خاک سرخ مرادان یک اندیس غیرفلزی است که در حوالی شهر بروجن استان چهارمحال و بختیاری قرار دارد و مادهٔ معدنی موجود در آن، هماتیت است. و دیرینگی آن به دوران پالئوزوئیک زیرین می‌رسد. 